# 4042 Okhotsk
4042 Okhotsk este un asteroid din centura principală, descoperit pe 15 ianuarie 1989 de Kin Endate și Kazuo Watanabe.